# We Are Ayenda
We Are Ayenda (en español, Somos Ayenda) es un documental de 2023 narra la historia del equipo nacional de fútbol femenino juvenil afgano y su huida de Afganistán tras la ofensiva talibana de 2021.

## Contexto
El documental fue dirigido por Amber Fares y producido por Anonymous Content en colaboración con el servicio de mensajería WhatsApp y la agencia Modern Arts. Cuenta con una duración de 30 minutos.
Se estrenó el 2 de agosto de 2023 durante la Copa Mundial Femenina de Fútbol y ha sido emitido en Prime Video y YouTube.

## Sinopsis
Sigue la estrecha relación que se establece entre la activista y excapitana de la selección nacional de fútbol femenino de Afganistán, Farkhunda Muhtaj, con las integrantes del equipo juvenil femenino. A pesar de no haberse conocido nunca en persona, Muhtaj guía a las jóvenes hacia la seguridad tras la ofensiva talibana de 2021 a través de textos de WhatsApp y mensajes de voz, que se entretejen a lo largo del documental para volver a contar su historia.

## Reconocimientos
We Are Ayenda fue reconocida en los D&AD Awards y los AICP Next Awards. En la edición de 2024 del Festival Internacional de la Creatividad Cannes Lions, el documental ganó el Gran Premio de Entretenimiento así como dos Leones de oro en las categoría de Entretenimiento no-ficción y Entretenimiento Leones en el Deporte: Serie de películas y Audio, y un bronce en la categoría Sport: Brand Storytelling. 